# Меклета (Калмыкия)
Меклета (калм. Мекләтә) — сельский населённый пункт в Черноземельском районе Калмыкии, в составе Адыковского сельского муниципального образования.

## География
Посёлок расположен на Прикаспийской низменности севернее озера Колтан-Нур, в 40 км к юго-востоку от посёлка Адык.

## Этимология
Название населённого пункта (калм. Мекләтә - совместный падеж от калм. Меклә - лягушка, жаба) можно перевести как место "с лягушками", "где водятся лягушки".

## История
Дата основания не установлена. Впервые поселение Меклете отмечено на карте Восточной Европы 1875 года. На немецкой военной карте 1941 года обозначено как ферма № 3 совхоза "Улан-Хёёчи". На карте СССР 1946 года посёлок обозначен как Улан-Хёёчи. Под этим же названием посёлок отмечен на карте 1964 года. Под названием Меклета впервые обозначен на карте 1984 года.

## Население
| 2002 | 2010 | 2013 |
| ---- | ---- | ---- |
| 103  | ↗108 | ↘98  |

Национальный состав
Согласно результатам переписи 2002 года большинство населения посёлка составляли даргинцы (72 %)